# Arlbergtunneln

Arlbergtunneln är en 10 648 meter lång järnvägstunnel i västra Österrike, tillhörande Arlbergbanan, vilken sträcker sig mellan delstaterna Tyrolen och Vorarlberg. Tunneln sträcker sig genom Arlbergmassivet i nordöstra delen av Rätiska alperna. Den öppnades 21 december 1884 som enkelspårstunnel, men fick dubbelspår redan 15 juli 1885. 

## Bildgalleri

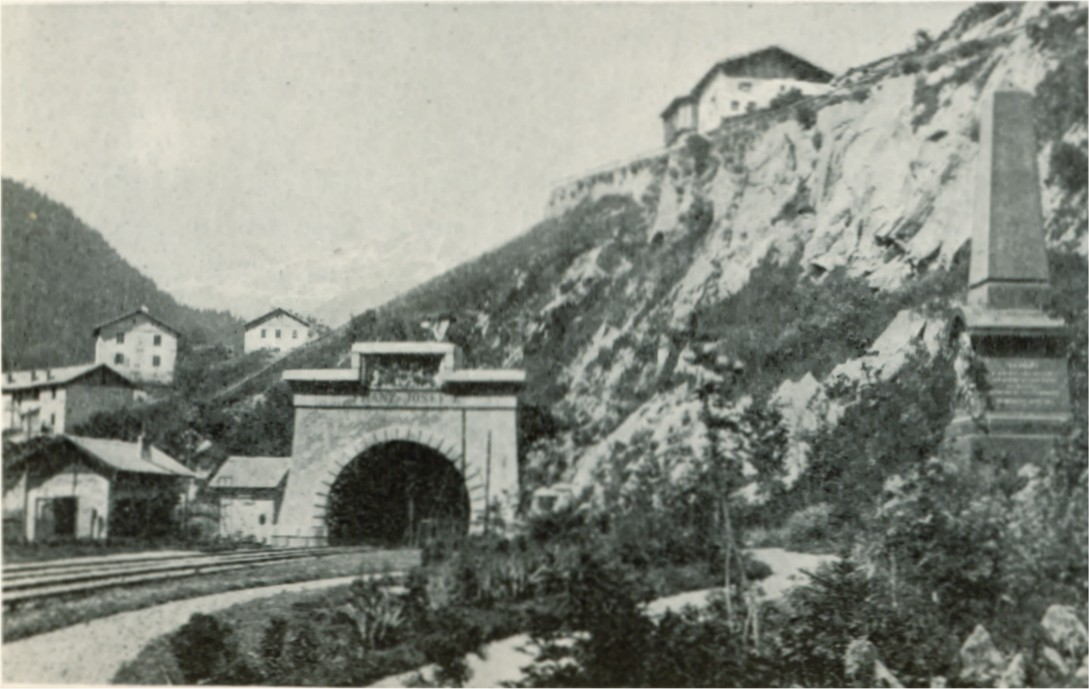
Östra mynningen 1898.
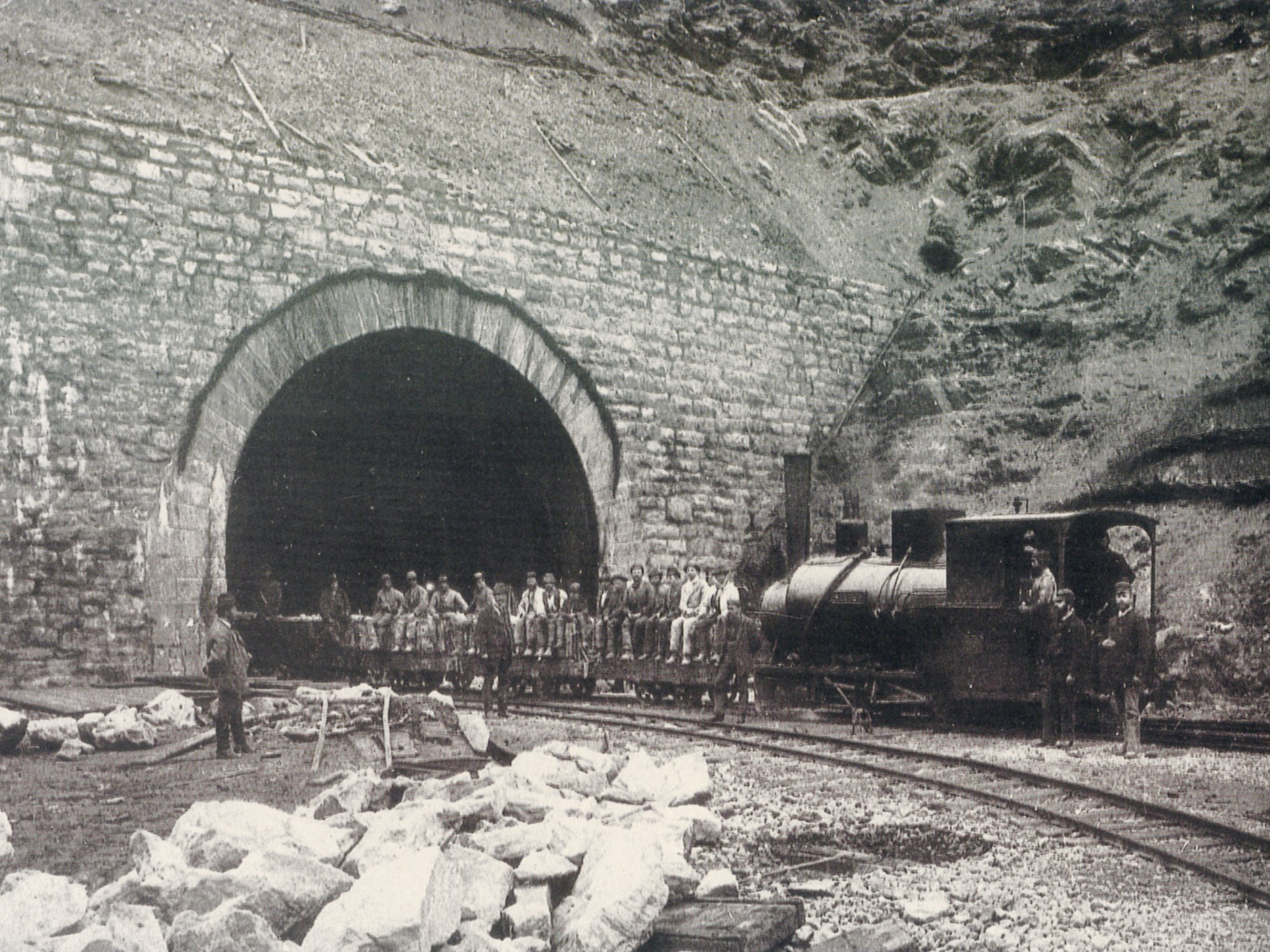
Ett byggnadståg vid Langen.
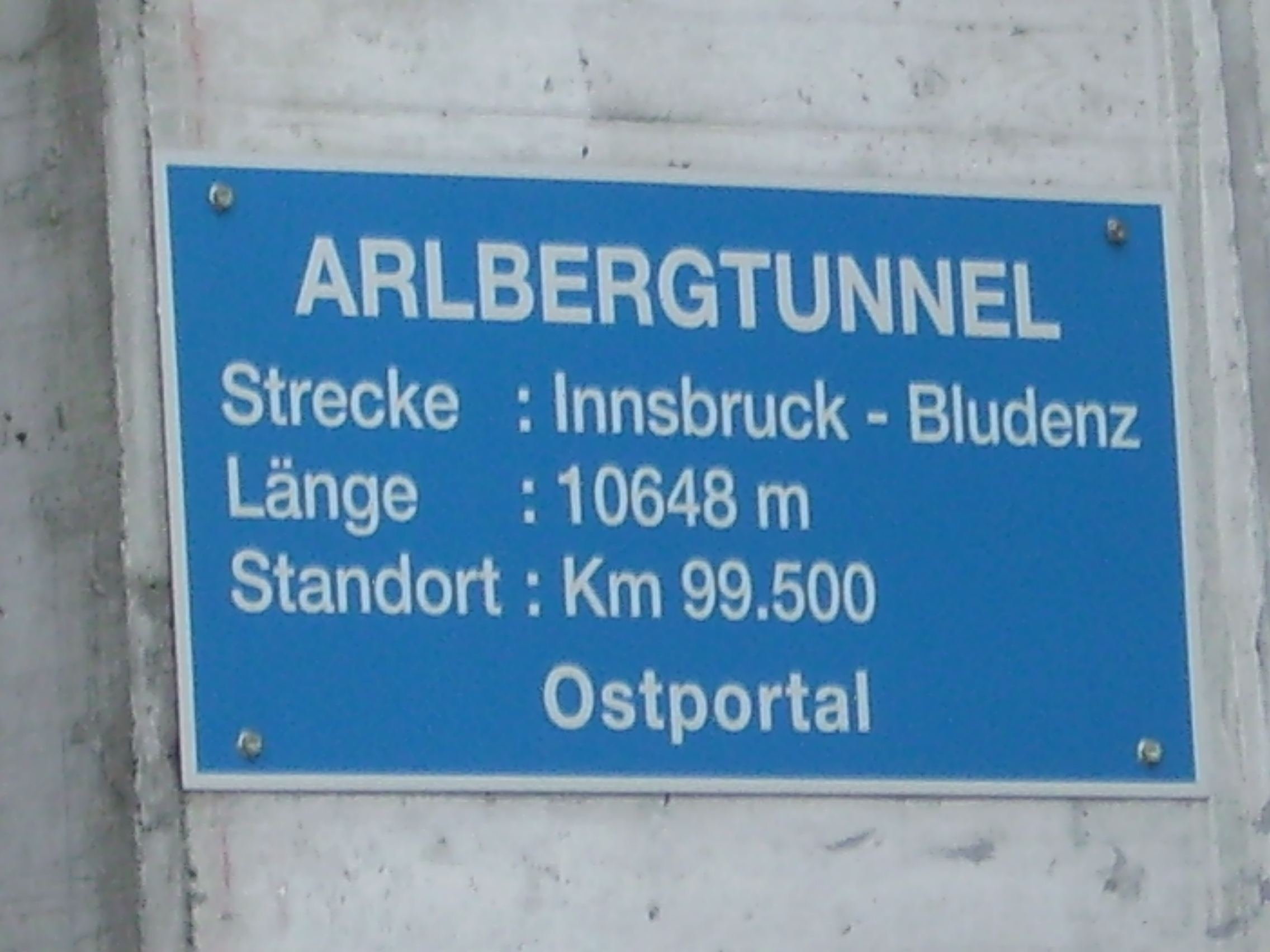
Nutida skylt vid den östra mynningen.